# Азовська науково-дослідна станція
Азо́вська науко́во-до́слідна ста́нція (АНДС) (іноді називають Азо́вська науко́во-до́слідна екологі́чна ста́нція) — спільний проєкт Московського державного університету імені М. В. Ломоносова (Росія) і Приазовського державного технічного університету (Україна) — протягом 15 років проводить дослідження на узбережжях Азовського, Чорного і Білого морів. Засновано 1999 року (роботи почато 1996 року).

## Передумови створення
Починаючи від 1908 року В. І. Вернадський (у той час професор Московського університету) постійно працював над організацією експедицій і створював лабораторну базу з пошуків і вивчення радіоактивних мінералів. Він був одним із перших, хто зрозумів важливість вивчення радіоактивності. Хід досліджень радіоактивних родовищ відбито в «Працях Радієвої експедиції Академії наук», переважно це були експедиції на Урал, в Передуралля, Байкал і Забайкалля, Ферганську область і Кавказ, але В. І. Вернадський вказував на необхідність подібних досліджень у південних регіонах, особливо на узбережжях Чорного й Азовського морів. Він вважав, що для успішної роботи слід організувати постійні дослідницькі станції. Однією з таких станцій, що веде дослідження, зокрема, й радіоекологічні, на узбережжях Азовського, Чорного й Білого морів, є Азовська науково-дослідна станція.

## Напрямки діяльності

### Радіоекологічні дослідження
Пріоритетними напрямками роботи АНДС є: радіоекологічні дослідження. До дослідження акваторій та узбереж залучають фахівців різних дисциплін. Вони оцінюють екологічні ризики та розробляють заходи щодо їх зменшення, інформують адміністрацію та населення прилеглих районів про екологічну ситуацію. Картують прибережні території з метою освоєння природних копалин (торієві й уранові мінерали, рідкісноземельні метали, природний газ тощо). АНДС проводить періодичні експедиції в зазначених регіонах зі складанням карт накопичення і міграції монацитових пісків.

### Геоморфологія та морська геологія
Іншим напрямком діяльності АНДС є геоморфологія морських берегів і морська геологія, що виражається у вивченні змін берегів, накопичення донних відкладів і покладів природного й біогазу.

### Поновлювані джерела енергії
Крім радіоекологічного напрямку досліджень, важливими на даний час, особливо для України, є роботи АНДС щодо поновлюваних джерел енергії. Азовське море є гігантським природним метановим генератором (природний метантенк), у якому органічні відклади метаногенів перетворюються на метан. За експертними оцінками вся акваторія Азовського моря виділяє понад 100 млрд м3 метану на рік, що перевищує річне споживання природного газу всієї України. Станція розробляє технологію видобутку біогазу з дна моря.

## Результати діяльності
Створено та підтримується інтернет-проєкт SECOLOGY, де вказано місця потенційно небезпечних накопичень монацитових пісків з порадами для населення.
За результатами роботи всіх пріоритетних напрямків станції опубліковано понад 30 статей у наукових журналах та збірниках, а також у засобах масової інформації. Робота АНДС висвітлювалася на телевізійному каналі «Сігма».